# Legendy ringu
Legendy ringu (ang.: Grudge Match) – amerykańska komedia sportowa z 2013 roku w reżyserii Petera Segala, z Robertem De Niro i Sylvesterem Stallone w rolach głównych.
Zdjęcia do filmu zrealizowano w Pittsburghu i Nowym Orleanie.

## Obsada
- Robert De Niro jako Billy "The Kid" McDonnen
- Sylvester Stallone jako Henry "Razor" Sharp
- Kevin Hart jako Dante Slate Jr.
- Alan Arkin jako Lightning
- Kim Basinger jako Sally Rose
- Jon Bernthal jako B.J.
- LL Cool J jako Frankie Brite
- Carrie Lazar jako Nora

i inni.